# Rotação diferencial
Rotação diferencial ocorre quando, em um objeto em rotação, as diferentes partes do mesmo movem-se com velocidades angulares diferentes, indicativo que o objeto em questão não é sólido, mas sim, líquido ou gasoso, com partes que podem-se considerar independentes. A rotação diferencial assume um papel importante na dinâmica de estrelas gasosas.

## Cálculo de Rotação diferencial
Para manchas solares observadas, a rotação diferencial pode ser calculada como:
{\displaystyle \Omega =\Omega _{0}-\Delta \Omega \sin ^{2}\Psi }
onde {\displaystyle \Omega _{0}} é a taxa de rotação no equador, e {\displaystyle \Delta \Omega =(\Omega _{0}-\Omega _{\mathrm {pole} })} é a diferença na velocidade angular entre o pólo e equador, chamada a força de corte da rotação. {\displaystyle \Psi } é a latitude heliográfica, medida a partir da linha do equador.
- O recíproco do corte de rotação {\displaystyle {\frac {2\pi }{\Delta \Omega }}} é o tempo da volta, ou seja, o tempo que leva para o equador de fazer uma volta completa mais do que os pólos.
- A velocidade de rotação diferencial relativa é a razão de o corte à velocidade de rotação equatorial:

{\displaystyle \alpha ={\frac {\Delta \Omega }{\Omega _{0}}}}
- A taxa de rotação Doppler no Sol (medido a partir de linhas de absorção de deslocamento Doppler), pode ser aproximado como:

{\displaystyle {\frac {\Omega }{2\pi }}(451.5-65.3\cos ^{2}\theta -66.7\cos ^{4}\theta )}
onde {\displaystyle {\theta }} é a co-latitude (medida a partir dos pólos)